# Kanton Montiers-sur-Saulx
Der Kanton Montiers-sur-Saulx war von 1790 bis 2015 ein französischer Wahlkreis. Er lag im Arrondissement Bar-le-Duc, im Département Meuse und in der Region Lothringen. Sein Hauptort war Montiers-sur-Saulx.

## Gemeinden
Der Kanton umfasste 14 Gemeinden:
| Gemeinde             | Einwohner Jahr | Fläche km² | Bevölkerungsdichte | Code INSEE | Postleitzahl |
| -------------------- | -------------- | ---------- | ------------------ | ---------- | ------------ |
| Biencourt-sur-Orge   | 112 (2013)     | 12,38      | 9 Einw./km²        | 55051      | 55290        |
| Le Bouchon-sur-Saulx | 250 (2013)     | 5,42       | 46 Einw./km²       | 55061      | 55500        |
| Brauvilliers         | 159 (2013)     | 9,26       | 17 Einw./km²       | 55075      | 55170        |
| Bure                 | 82 (2013)      | 18,39      | 4 Einw./km²        | 55087      | 55290        |
| Couvertpuis          | 89 (2013)      | 8,87       | 10 Einw./km²       | 55133      | 55290        |
| Dammarie-sur-Saulx   | 462 (2013)     | 11,34      | 41 Einw./km²       | 55144      | 55500        |
| Fouchères-aux-Bois   | 150 (2013)     | 5,57       | 27 Einw./km²       | 55195      | 55500        |
| Hévilliers           | 132 (2013)     | 10,6       | 12 Einw./km²       | 55246      | 55290        |
| Mandres-en-Barrois   | 129 (2013)     | 17,71      | 7 Einw./km²        | 55315      | 55290        |
| Ménil-sur-Saulx      | 279 (2013)     | 12,03      | 23 Einw./km²       | 55335      | 55500        |
| Montiers-sur-Saulx   | 455 (2013)     | 44,55      | 10 Einw./km²       | 55348      | 55290        |
| Morley               | 206 (2013)     | 24,75      | 8 Einw./km²        | 55359      | 55290        |
| Ribeaucourt          | 108 (2013)     | 12,54      | 9 Einw./km²        | 55430      | 55290        |
| Villers-le-Sec       | 132 (2013)     | 6,99       | 19 Einw./km²       | 55562      | 55500        |

## Bevölkerungsentwicklung
| 1962  | 1968  | 1975  | 1982  | 1990  | 1999  | 2006  | 2012  |
| ----- | ----- | ----- | ----- | ----- | ----- | ----- | ----- |
| 3.710 | 3.447 | 3.217 | 3.107 | 2.917 | 2.632 | 2.734 | 2.754 |